# Дъхаво мушкато
Дъхавото мушкато (Pelargonium graveolens) е вид растение от семейство Здравецови (Geraniaceae).

## Разпространение
Основните производители на дъхаво мушкато са Китай, Мароко, Египет, Франция, Мадагаскар, Алжир.

## Описание
На височина може да достигне до 1,20 m, цветовете му са бледорозови и дребни. Отглежда се заради аромата си, който в зависимост от вида може да наподобява този на лимон, мента, роза или на различни подправки.